# Aeropuerto de Aleksándrovo
El aeropuerto Riazán Aleksándrovo (en ruso: Рязань Александрово) también conocido como Aleksandrovo y Protasovo es una base aérea en el óblast de Riazán, Rusia, localizado a 19 kilómetros al sudeste de Riazán. Fue probablemente una base aérea de ataque durante la Guerra Fría. En la década de 1990, albergó a helicópteros Mil Mi-8 y Mil Mi-24 de la Fuerza Aérea Rusa. 
En las web rusas dicen que el aeropuerto es la base de la 86.ª Reserva de Helicópteros del 16º ejército Aéreo bajo el Mando Especial de la Fuerza Aérea Rusa. Esta está compuesta por 72 Mil Mi-24 y 66 Mil Mi-8, más 140 hombres de apoyo en tierra.

## Pista
El aeropuerto de Riazán Aleksándrovo dispone de una pista de hormigón en dirección 06/24 de 2.000x42 m. (6.562x138 pies).